# Zen Zila
Zen Zila est un groupe de rock français, originaire de Villeurbanne, en Rhône-Alpes.

## Biographie
Zen Zila, provient d’une rencontre en 1992 à Villeurbanne, entre deux travailleurs sociaux, Wahid Chaib (chant) et Laurent Benitah (guitares), qui décident de partager leur passion pour la musique et les rapports humains en fondant le groupe. Ils sont rejoints ensuite par Pierre Granjean (basse), Martial Marzoukou Macauley (batterie) et Simon Widdowson (clavier, harmonica, guitare, percussion). Le groupe est influencé notamment par le groupe Carte de séjour ou la Caravane des quartiers. Le groupe s'inspire de la langue arabe. Le groupe fusionne diverses influences : musique orientale, la chanson française, rock, groove alternatif. Chantant, tantôt en arabe, tantôt en français, Zen Zila recrée l'esprit de fête et de solidarité. Sur leurs albums ils proposent un véritable bouillon de culture influencé par la chanson française, la scène rock et les chants de l'est algérien.
Le groupe publie quatre albums entre 2000 et 2008. Une captation vidéo est réalisée lors du concert au Café de la Danse en 2008,. Il était auparavant sous contrat avec Universal Music et est actuellement sur le label indépendant Acte public.
Le 13 septembre 2010 sort l'album Zen Zila, produit par Yves Benitah. En 2014, sort l'album Welcome Marhaba et entame une tournée. La formation du groupe évolue à cette occasion. Les nouveaux musiciens qui rejoignent le groupe sont Florian Biolat (batterie), Vicente Fritis (clavier, flûte, guitare) et Pierre Clairet (percussions).
Le groupe se dissout après un dernier concert le 31 juillet 2016.

## Participation
- 2002 : Reprise de Demain les Kids d'Hubert-Félix Thiéfaine sur l'album hommage Les Fils du coupeur de joints